# 公邸料理人
公邸料理人（こうていりょうりにん）は、日本国在外公館長（日本国大使・総領事）公邸等で公的会食業務に従事する者。
料理で賓客をもてなし会食を成功に導くことで、日本の外交活動を側面的に支援する。「食の外交官」とも呼ばれる。
首相官邸の料理人やいわゆる天皇の料理番とは異なる。
現行は国家公務員では無く、在外公館長との個人的直接契約である。
慢性的な人材不足に直面しており日本国籍ではない料理人も存在する。

## 応募資格
公邸料理人の募集・紹介を行う一般社団法人国際交流サービス協会によると以下の通り。
1. 調理師免許を取得していること
2. 調理師免許を未取得の場合は、調理従事歴5年以上の者
3. 応募にあたっての年齢制限はない

## 表彰制度
優秀かつ貢献度の高いと認められる公邸料理人に対し、昭和60年度から外務大臣表彰が行われている。
平成20年度からは受賞者に対して「優秀公邸料理長」の称号を外務省が認定している。

## 関連作品
- 大使閣下の料理人（漫画、ドラマ）原作・西村ミツル
- 公邸料理人サトーさん（漫画:少年画報社) 　作・香川まさひと　画・木村直巳

## 主な公邸料理人経験者
- 志度藤雄 - 在英国日本国大使館。後に官邸料理人。
- 村上信夫 - 在ベルギー日本大使館。
- 三國清三 - スイス・ジュネーヴの日本大使館。
- 熊谷喜八 - 在セネガル日本国大使館、在モロッコ日本国大使館。
- 西村ミツル - 在ブルネイ日本大使公邸、在ベトナム日本大使公邸。
- 井伊秀樹-国際連合（国連）日本政府代表部。「炭火割烹 白坂」（東京）店主。ミシュランガイド一つ星獲得。
- 秋吉雄一朗-OECD日本政府代表部。「Chakaiseki Akiyoshi」（パリ）店主。ミシュランガイド一つ星獲得。